# نيك هاتشينز
نيك هاتشينز هو لاعب كرة قدم كندية كندي، ولد في 7 أغسطس 1987 في ريجاينا في كندا.